# Jonathan Capdevielle
Pour les articles homonymes, voir Capdevielle.
Jonathan Capdevielle, né en 1976 à Tarbes, est un artiste de scène français. Il est à la fois comédien, metteur en scène, marionnettiste, ventriloque, danseur et chanteur.

## Biographie

### Enfance et formation
Jonathan Capdevielle est le dernier d’une fratrie de six enfants, fils d'un cheminot. Surnommé « Jojo », dans sa jeunesse il imite plusieurs personnes dont Jean-Jacques Goldman, Annie Lennox, Muriel Robin ou d’Élie Kakou.
Il est formé au jeu d’acteur de 1993 à 1996 à Tarbes. En 1996, il entre à École nationale supérieure des arts de la marionnette à Charleville-Mézières. Au cours de son premier spectacle, il prête ses dons de voix transformiste à un chien.

### Interprète
Il participe à plusieurs créations, sous la direction, entre autres, de Lotfi Achour, Marielle Pinsard, David Girondin Moab, Yves-Noël Genod (Le groupe St Augustin, Le Dispariteur, Monsieur Villovitch, Hamlet ou encore Marseille Massacre) et Vincent Thomasset.
Collaborateur de Gisèle Vienne depuis ses premières mises en scènes, il est interprète au sein de presque tous ses spectacles. Gisèle Vienne, Dennis Cooper, Peter Rehberg et Jonathan Capdevielle publient en 2011 un livre + CD : Jerk / À TRAVERS LEURS LARMES aux éditions DISVOIR dans la série ZagZig en deux éditions, française et anglaise.
Au cinéma, il interprète le rôle de Nicolas dans le film Boys Like us, réalisé par Patric Chiha.

### Metteur en scène
Il crée en 2007 la performance Jonathan Covering au Festival Tanz im August à Berlin, point de départ de sa pièce Adishatz/Adieu, créée en janvier 2010. Ce seul en scène joué à travers la France, mais aussi joué à Montréal, Tokyo, Belgrade ou encore Santiago du Chili, permet à Jonathan Capdevielle d'interpréter les chansons de Madonna, Francis Cabrel, Purcell ou encore Daft Punk. Sans les imiter, il multiplie les personnalités par le travestissement et cela devient un cauchemar de l'enfance, une façon de faire revivre les morts par la beauté.
En novembre 2011, il présente Popydog, créé en collaboration avec Marlène Saldana au Centre National de la Danse et en août 2012, sur une proposition du festival far° - festival des arts vivants de Nyon (Suisse), il propose Spring Rolle, un projet in situ avec Jean-Luc Verna et Marlène Saldana.
Avec Saga, créé en février 2015, Jonathan Capdevielle ouvre un nouveau chapitre du récit autobiographique en travaillant sur des épisodes du roman familial, avec ses personnages emblématiques et ses rebondissements.
En Novembre 2017, il signe À nous deux maintenant, une adaptation du roman Un Crime de Georges Bernanos. Sa pièce, Rémi, avec Dimitri Doré dans le rôle titre, créée en novembre 2019 est une pièce tout public à partir de 8 ans adaptée du roman Sans famille d’Hector Malot.
En 2021, il conçoit et interprète un trio, Music All, cosigné avec Marco Berrettini et Jérôme Marin.
Pour la saison 2024-2025, il est l'artiste invité du Parvis, scène nationale Tarbes Pyrénées,.
En 2025, il adapte et met en scène Jewish Cock de Katharina Volckmer.

## Spectacles

### Interprète
- 2001 : Showroomdummies, mise en scène de Étienne Bideau-Rey
- 2003 : En attendant Genod, d'Yves-Noël Genod, présenté à Nantes au Lieu unique
- 2004 : Le Groupe Saint Augustin on Ice, d'Yves-Noël Genod
- 2004 : I Apologize, mise en scène par Gisèle Vienne
- 2005 : Le Golem d'après Gustav Meyrink, mis en scène par David Girondin-Moab
- 2005 : Une belle enfant blonde, mis en scène par Gisèle Vienne
- 2005 : Le Dispariteur, d'Yves-Noël Genod, présenté pour la première fois à la Ménagerie de Verre à Paris
- 2006 : Barracuda, d'Yves-Noël Genod, présenté au Centre chorégraphique de Montpellier
- 2006 : Jésus revient en Bretagne, d'Yves-Noël Genod, présenté au festival Agitato à Rennes
- 2007 : Kindertotenlieder, mis en scène par Gisèle Vienne
- 2007 : Monsieur Villovitch, d'Yves-Noël Genod, créé au festival ActOral à Marseille

- 2008 : Blektre d'Yves-Noël Genod, Actoral Marseille
- 2008 : Hamlet, d'Yves-Noël Genod, présenté au festival 100 dessous dessus à La Villette à Paris
- 2008 : Jonathan Covering, conception de Jonathan Capdevielle
- 2008 : Jerk, mise en scène par Gisèle Vienne[6]
- 2009 : Showroomdummies#2, mise en scène de Étienne Bideau-Rey
- 2009 : Éternelle idole, mise en scène par Gisèle Vienne
- 2010 : Adishatz/Adieu, conception de Jonathan Capdevielle[17]
- 2010 : This is how you will disappear de Dennis Cooper, conception de Jonathan Capdevielle
- 2012 : La Coupe Bruce, conception de Jonathan Capdevielle et Marlène Saldana
- 2013 : Bodies in the Cellar, conception de Vincent Thomasset
- 2015 : Saga, conception de Jonathan Capdevielle[1],[18],[19]
- 2015 : The Ventriloquists Convention de Dennis Cooper, conception de Jonathan Capdevielle
- 2016 : Les Corvidés, conception de Jonathan Capdevielle et Laeticia Dosch[20],[21]
- 2017 : Cabaret apocalypse, conception de Jonathan Capdevielle
- 2018 : La Nuit sans retour, conception de Jérôme Marin
- 2019 : Les Bonimenteurs, conception de Jonathan Capdevielle

- 2021 : Music All, conception de Jonathan Capdevielle, Marco Berrettini et Jérôme Marin

### Metteur en scène
- 2008 : Jonathan Covering, conception de Jonathan Capdevielle
- 2010 : Adishatz/Adieu, conception de Jonathan Capdevielle
- 2012 : La Coupe Bruce, conception de Jonathan Capdevielle et Marlène Saldana
- 2015 : Saga, conception de Jonathan Capdevielle
- 2016 : Les Corvidés, conception de Jonathan Capdevielle et Laeticia Dosch
- 2017 : Cabaret apocalypse, conception de Jonathan Capdevielle
- 2017 : À nous deux maintenant, d'après Georges Bernanos, mise en scène de de Jonathan Capdevielle
- 2019 : Les Bonimenteurs, conception de Jonathan Capdevielle
- 2019 : Rémi, conception de Jonathan Capdevielle
- 2021 : Music All, conception de Jonathan Capdevielle, Marco Berrettini et Jérôme Marin
- 2023 : Caligula, de Camus [22],[23],[24]
- 2025 : Jewish Cock, de Katharina Volckmer

## Filmographie
- 2014 : Boys Like Us de Patric Chiha : Nicolas
- 2018 : Ulysse et Mona de Sébastien Betbeder : Le braqueur de station service
- 2022 : Tout fout le camp de Sébastien Betbeder : Jojo

## Distinctions
- TOPOR 2018 de La fée diabolique des Pyrénées, remis au Théâtre du Rond-Point par Kader Aoun